# Едвард Гріффіт
Едвард Гріффіт (англ. Edward Griffith) (1790 — 1858) — британський натураліст і адвокат.

## Біографія
Був одним з перших членів Лондонського зоологічного товариства.

## Описані види

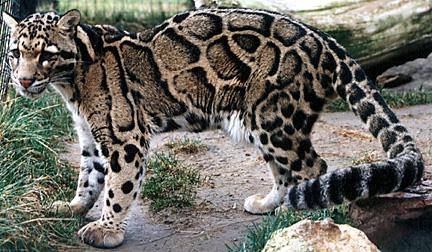
Пантера димчаста
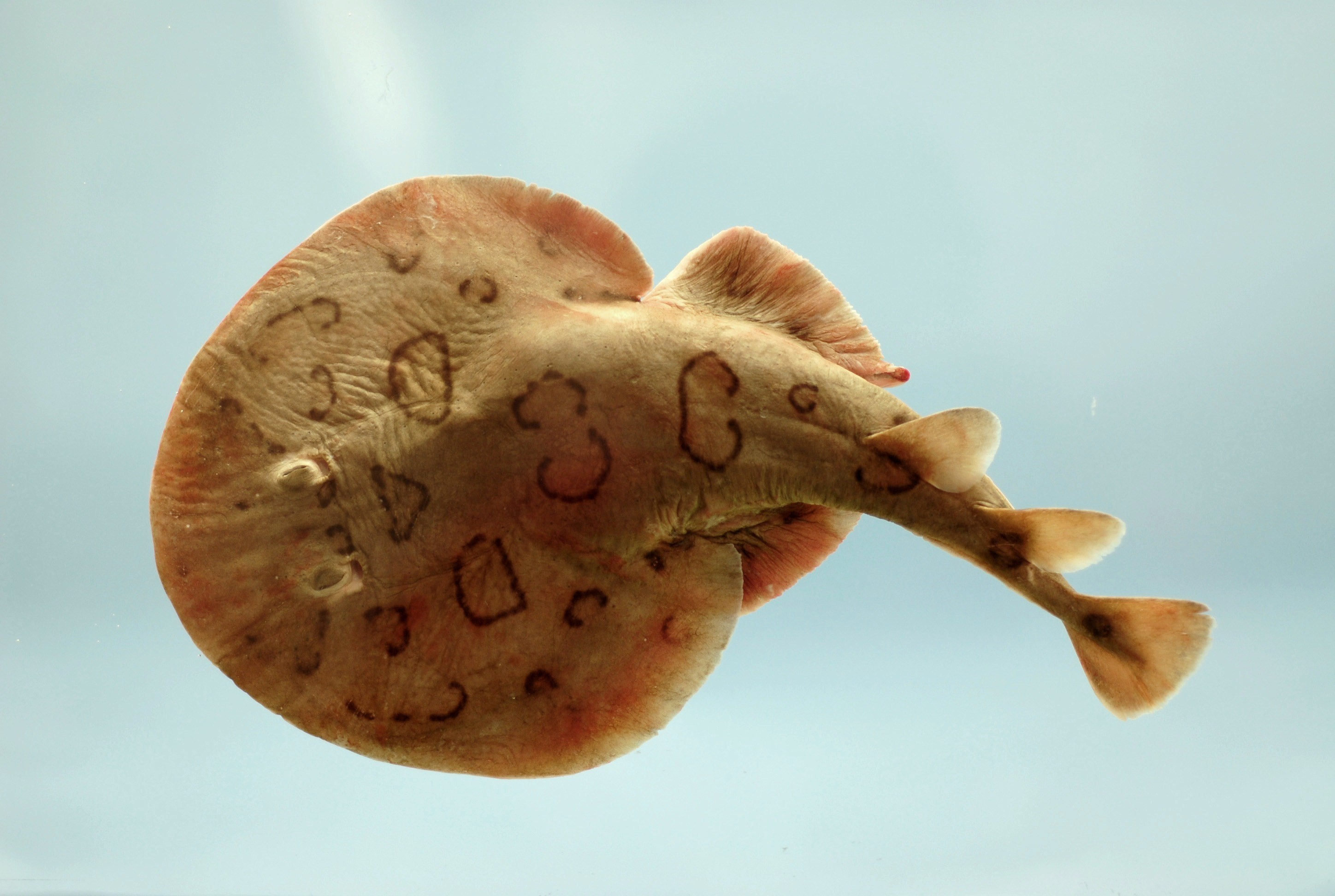
Narcine bancroftii
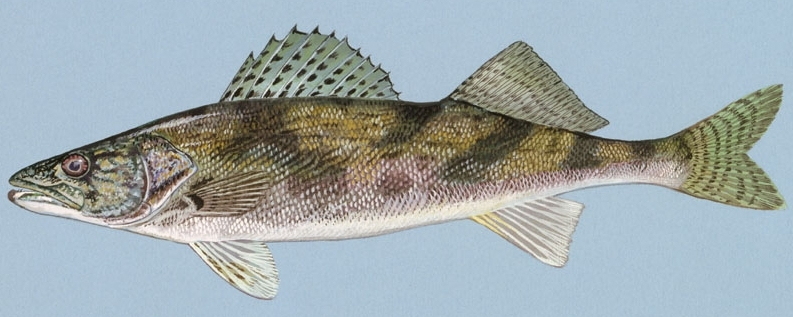
Судак канадський
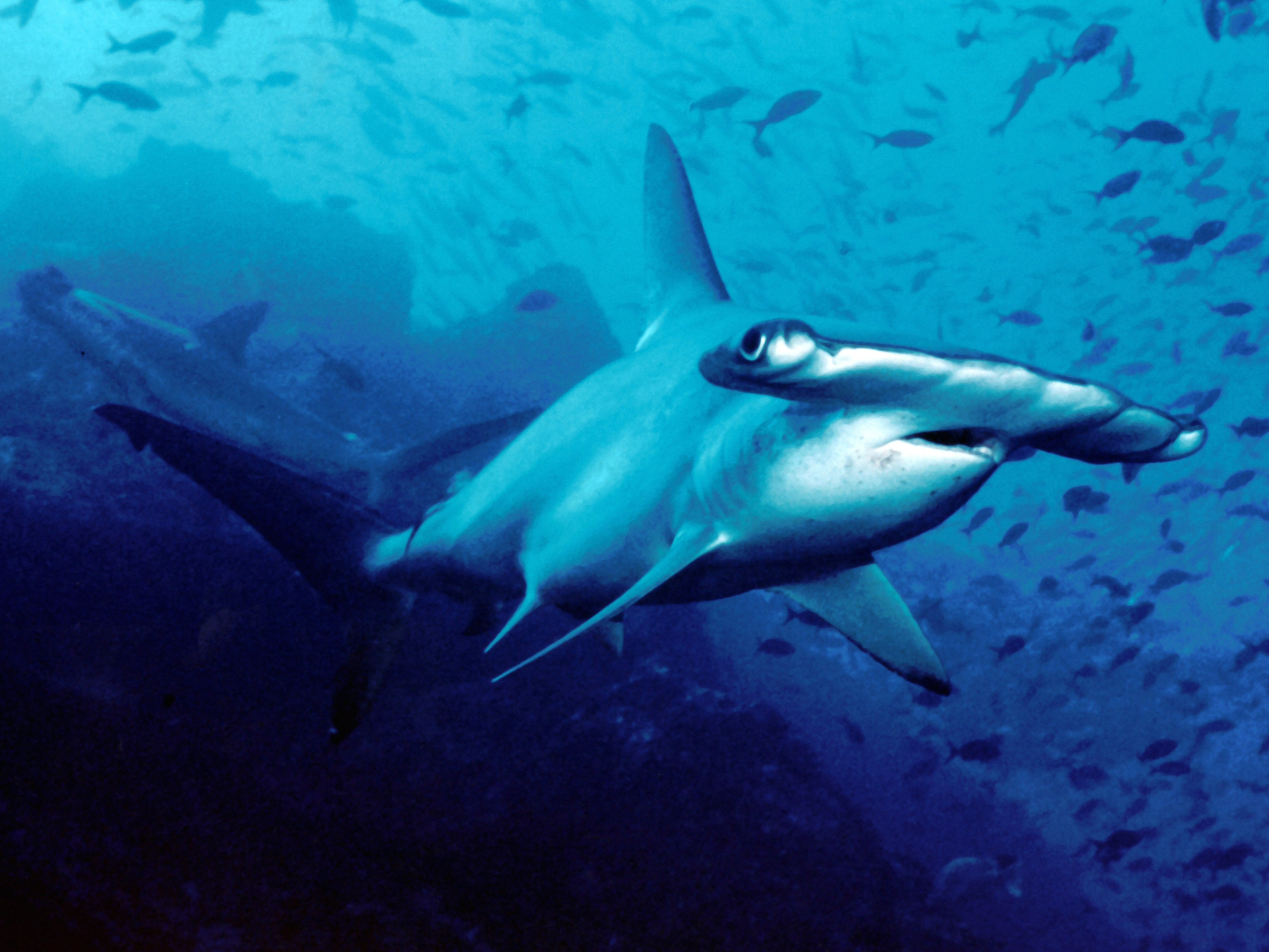
Акула-молот зубчаста